# Alianza Honestidad
La Alianza Honestidad fue una alianza electoral ecuatoriana creada para las elecciones presidenciales de 2021 postulando a César Montúfar a la presidencia de la república. La alianza estuvo conformada por el Movimiento Concertación y el Partido Socialista Ecuatoriano.

## Historia
El Partido Socialista Ecuatoriano había sido aliado del gobierno de Rafael Correa desde su primer periodo presidencial hasta el último y apoyó la candidatura de Lenín Moreno en las elecciones presidenciales de 2017. Ante la ruptura entre Rafael Correa y Lenín Moreno, algunas facciones del partido apoyaron a Correa, otras a Moreno y otras a ninguno. Tras una controvertida elección, Enrique Ayala Mora fue electo presidente del partido y tomó el control del PSE, alineándolo con el gobierno de Lenín Moreno y rompiendo definitivamente con la facción afín al expresidente Correa.  Por su parte el Movimiento Concertación fungió durante toda su existencia como plataforma política personal de César Montúfar; dicho movimiento se encontraba en riesgo de perder su registro electoral, tras su fracaso en las elecciones seccionales de 2019. Es así que Montúfar y Ayala Mora forjaron una coalición para las elecciones presidenciales y legislativas del 2021.
La coalición fue criticada por diversas razones, entre ellas, por estar conformada por un partido que fue aliado del correísmo y otro que siempre ha sido anticorreísta, además de que el Partido Socialista Ecuatoriano ha sido tradicionalmente un partido de izquierda, mientras que el Movimiento Concertación es un partido de centro que ha hecho alianzas con partidos de derecha. Otra controversia que tuvo la alianza fue la causada tras las declaraciones consideradas homofóbicas hechas por Universi Mejía, uno de sus candidatos a la Asamblea. Montúfar centralizó su campaña en la lucha contra la corrupción, la reinstitucionalización del estado, el cambio del legislativo a un modelo bicameral con menos asambleístas y con esto lograr la reactivación económica del país, integrando su campaña y candidaturas con miembros de la Comisión Anticorrupción y del PSE, incluyendo a su candidato a vicepresidente Julio Villacreses. Su campaña se centró en realizar caravanas en bicicleta recorriendo el país, comunicando su plan de gobierno en distintas localidades, utilizando vestimenta de ejercicio del color de su partido.

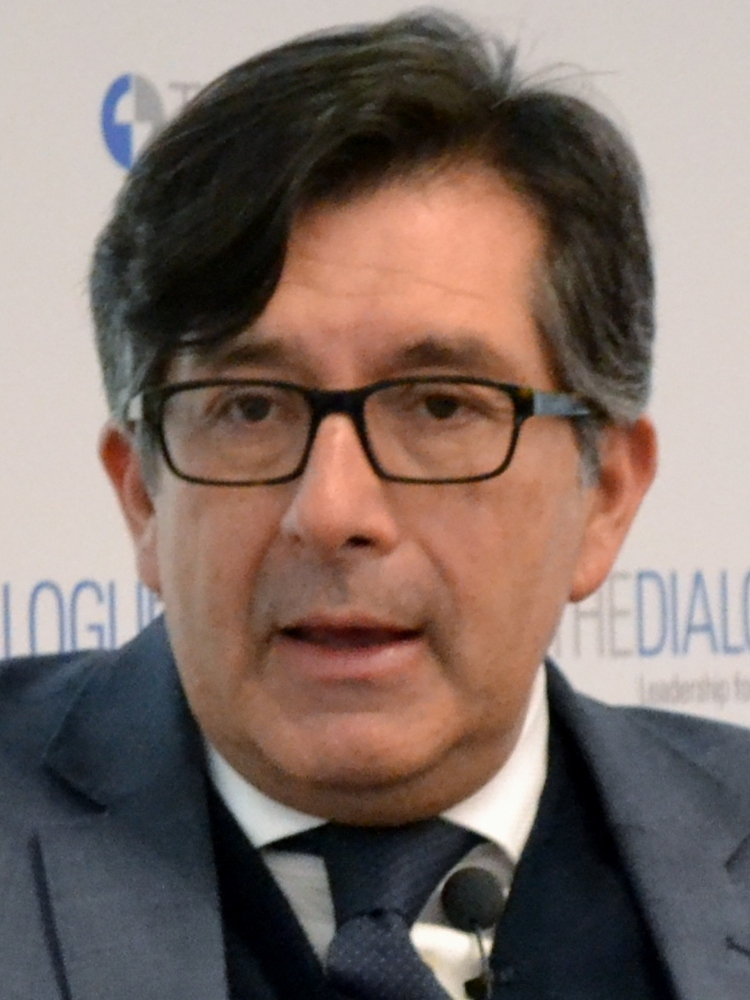
César Montúfar, candidato de la Alianza Honestidad en las elecciones presidenciales de 2021.

La coalición obtuvo apenas 57.620 votos en los comicios presidenciales, quedándose en el duodécimo lugar, con el 0,62%. En el balotaje, César Montúfar anunció el apoyo de su movimiento a la candidatura de Guillermo Lasso, mientras el PSE se abstuvo de apoyar a alguna de las dos candidaturas finalistas. En las elecciones legislativas, la Alianza Honestidad logró dos curules, lo que no le alcanzó al MC para evitar su disolución final el 27 de noviembre de 2021, marcando el fin de la coalición.

## Resultados electorales

#### Elecciones presidenciales
| Año  | Candidatos     | Candidatos        | 1.ª vuelta | 1.ª vuelta |
| Año  | Presidente     | Vicepresidente    | Votos      | %          |
| ---- | -------------- | ----------------- | ---------- | ---------- |
| 2021 | César Montúfar | Julio Villacreses | 57.620     | 0,62       |

#### Elecciones legislativas
| Año  | Asamblea               | Lista Nacional | Lista Nacional | Lista Nacional | Listas provinciales | Listas provinciales | Listas provinciales | Listas del exterior | Listas del exterior | Listas del exterior |
| Año  | Cabeza de lista        | Votos          | %              | Escaños        | Votos               | %                   | Escaños             | Votos               | %                   | Escaños             |
| ---- | ---------------------- | -------------- | -------------- | -------------- | ------------------- | ------------------- | ------------------- | ------------------- | ------------------- | ------------------- |
| 2021 | Fernando Villavicencio | 301.369        | 3,76           | 1              | 155.979             | 1,91                | 1                   | 1.949               | 1,96                | 0                   |